# (6143) Pythagoras
(6143) Pythagoras ist ein Asteroid des Hauptgürtels, der am 14. Mai 1993 vom belgischen Astronomen Eric Walter Elst am La-Silla-Observatorium (IAU-Code 809) der Europäischen Südsternwarte in Chile entdeckt wurde.
Der Asteroid ist Mitglied der Koronis-Familie, einer Gruppe von Asteroiden, die nach (158) Koronis benannt ist.
Benannt wurde er nach dem antiken griechischen Philosophen (Vorsokratiker), Mathematiker und Gründer einer einflussreichen religiös-philosophischen Bewegung Pythagoras (* um 570 v. Chr.; † nach 510 v. Chr.), nach dem der Satz des Pythagoras benannt ist.